# Potentilla chenteica
Potentilla chenteica es una especie de planta del género Potentilla, perteneciente a la familia Rosaceae.

## Taxonomía
Potentilla chenteica fue descrita por Jiří Soják en 1970.

## Distribución
Se encuentra en el territorio de Mongolia.